# Carlisle (New York)
Carlisle è un comune degli Stati Uniti d'America, situato nello Stato di New York, nella contea di Schoharie.